# 網石遊戲
網石遊戲（韓語：넷마블게임즈）是一間開發和發行電子遊戲的公司，由房俊爀於2000年創辦，總部位於韓國首爾，擁有超過5,000位員工。2004年與CJ E&M (現CJ ENM)達成合作策略，成為CJ E&M旗下子公司。
在手遊市場，曾推出多款膾炙人口的遊戲，例如：《天堂2：革命》、《MARVEL未來之戰》、《KOF ALLSTAR》、《STAR WARS™：原力戰場》、《LINE旅遊大亨》及《七大罪》等知名手遊。同時也是領導休閒遊戲開發大廠Jam City的最大股東，全球頂尖大型多人線上免費遊戲開發商Kabam的母公司，並與CJ E&M、騰訊旗下的Han River Investment Pte. Ltd.及NCsoft有策略聯盟關係。
2012年7月，CJ E&M在台灣與紅心辣椒合資成立「網石棒辣椒股份有限公司」（Netmarble Joybomb Inc.）。公司坐落於台北，旗下手機遊戲有《石器時代：起源》、《奇迹暖暖》、《真‧全民打棒球（Magu2）》、《棒球殿堂2017》、《MARVEL未來之戰》及《七大罪》。
2018年4月，投資2014億韓圜，成為Big Hit娛樂第二大股東，現持股Big Hit娛樂28.84%股份，列入Netmarble聯營公司。

## 工作團隊
- Netmarble Monster
- Netmarble N2
- Netmarble Games

## 旗下遊戲
- 突擊風暴
- SD GUNDAM Online
- 大航海時代Online
- 七大罪
- ELOA艾洛亞Online
- 石器時代：起源
- EvilBane：鋼鐵王者
- 天命6
- 迪士尼魔法骰子
- 釣魚大亨
- BTS WORLD
- 棒球殿堂LIVE
- BTS平行宇宙故事设定游戏（待定）
- 智慧型手機遊戲
  - 旅遊大亨
  - 旅遊大亨2
  - 漫威：未來之戰
  - 漫威：未來革命
  - 劍靈：革命
  - 天堂2：革命
  - 二之國：交錯世界
  - 幻影之門：最後的女武神
  - 七騎士
  - BTS WORLD
  - 鐵之王座：創世神子
  - 騎士編年史
  - 石器時代：世界
  - 七大罪：光與暗之交戰
  - A3：STILL ALIVE 倖存者
  - KOF ALLSTAR
  - 精靈之境
  - 我獨自升級:ARISE

## 外部連結
- 官方网站
- （页面存档备份，存于）